# Synagoge Rheinberg

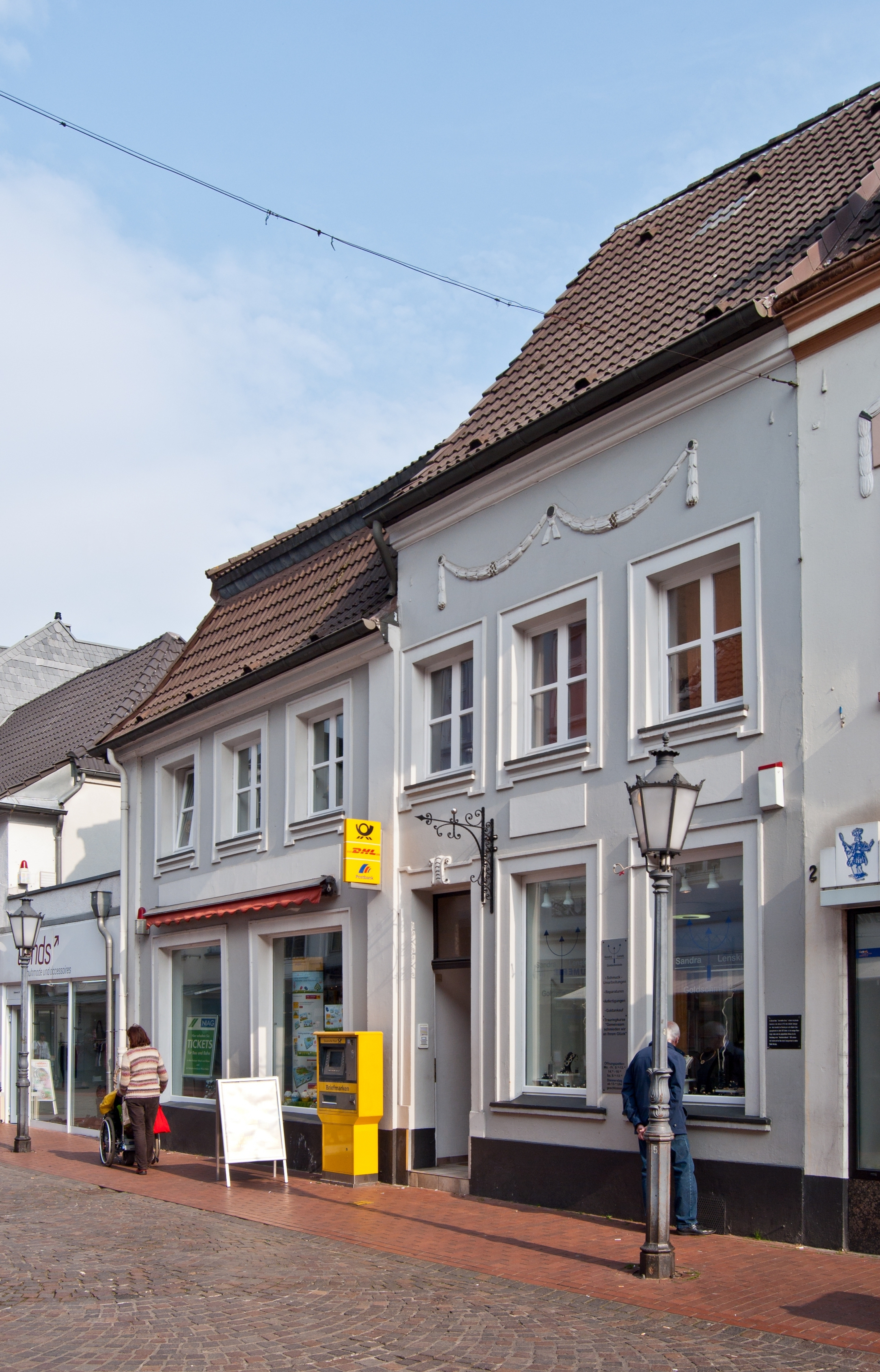
Gelderstraße 22, dessen linker Teil die Synagoge beherbergte

Die Rheinberger Synagoge in Rheinberg am Niederrhein im Kreis Wesel in Nordrhein-Westfalen befand sich von 1764 bis 1897 im denkmalgeschützten Haus an der Gelderstraße 22 und bildete zu der Zeit den Mittelpunkt des jüdischen Lebens der Stadt.

## Geschichte und Beschreibung
Das Gebäude an der Gelderstraße 22 bestand ursprünglich aus zwei zweigeschossigen Dreifensterhäusern. Das Linke wurde von 1761 bis 1764 als Neuaufbau des Hauses „Im weißen Kreuz“ mit Mansardwalmdach errichtet. Dieses beherbergte seit der Fertigstellung die städtische Synagoge. Im Jahr 1897 wurde sie geschlossen und das Gebäude als Betsaal und Geschäftshaus verwendet. Im Herbst 1938, wenige Wochen vor der Reichspogromnacht, kam es zu einem Brand in dem Gebäude. 1939 wurde die Nutzung als Sakralraum eingestellt. In der zweiten Hälfte des 19. Jahrhunderts wurden die beiden Gebäudeteile einheitlich gestaltet.
Im August 1986 wurde das Haus an der Gelderstraße 22 in die Denkmalliste der Stadt Rheinberg aufgenommen und als Baudenkmal mit der Nummer 93 eingetragen. Es ist Teil des Denkmalbereichs Nr. 2, der den historischen Stadtkern Rheinbergs umfasst.
2008 stellten Die Grünen den Vorschlag, sogenannte Stolpersteine zum Andenken an die jüdischen Einwohner, von denen noch 15 im Jahr 1936 in Rheinberg lebten und die alle im Holocaust ums Leben kamen, in der Stadt einzuführen. Dieses Vorhaben stieß bei den anderen Parteien auf Ablehnung, aufgrund positiver Resonanz der Rheinberger gründete sich jedoch ein Initiativkreis, der das Vorhaben schließlich durchsetzte. Am 31. Oktober 2009 wurden insgesamt zehn der zehn mal zehn großen, durch Spenden finanzierten Stolpersteine vom Künstler Gunter Demnig vor den Gebäuden Gelderstraße 22 und 33 in den Boden eingelassen. Diese sind den zwei bekanntesten jüdischen Familien, die 1936 noch in Rheinberg lebten und alle durch den Nationalsozialismus umkamen, gewidmet, und zwar den Familien von Adolf Silberberg, der das Kaufhaus Köchling an der Gelderstraße 2 betrieb, und vom Viehhändler Adolf Rothschild, der in der Gelderstraße 33 wohnte. An der ehemaligen Synagoge befindet sind außerdem eine Hinweistafel zu ihrer Geschichte.

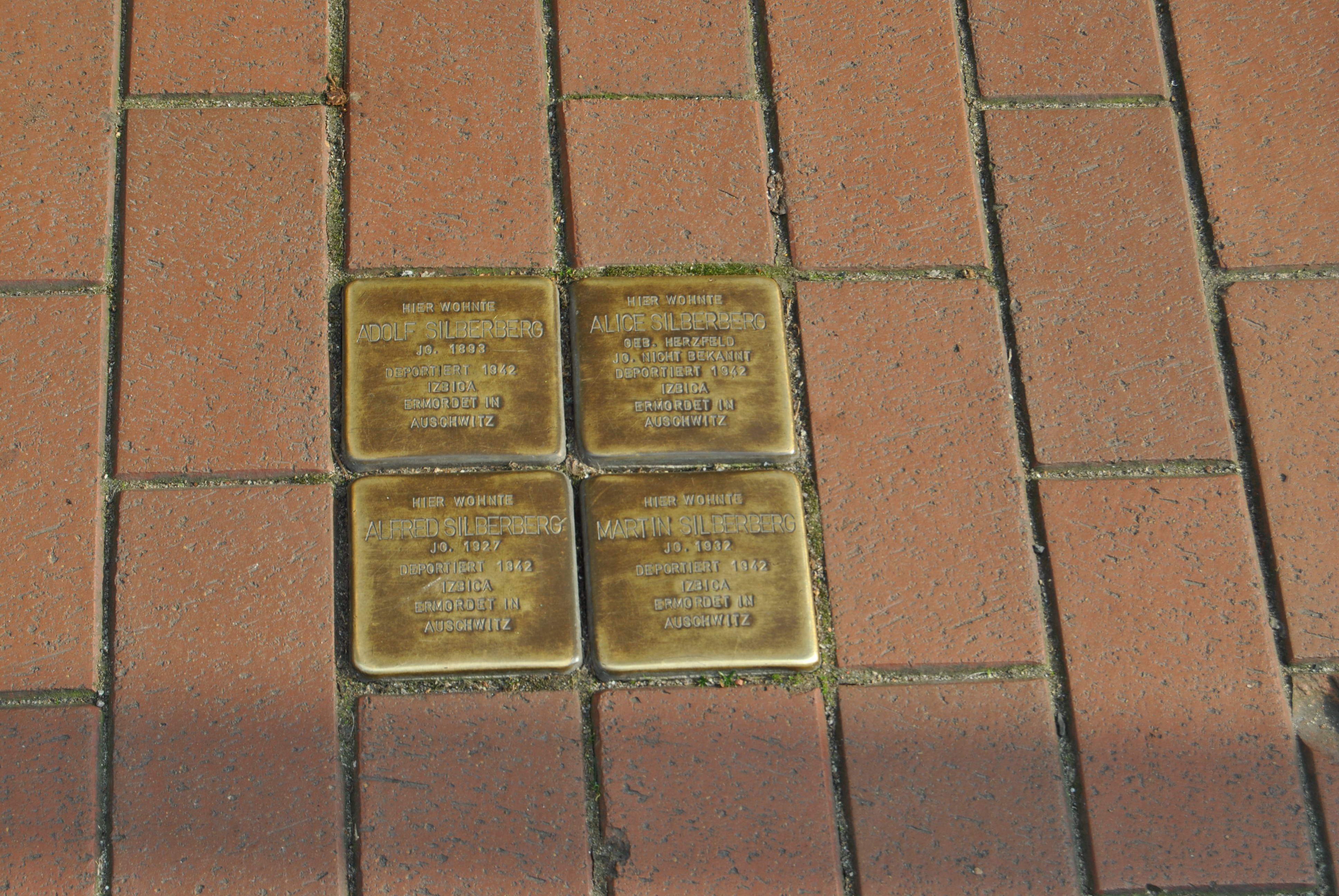
Stolpersteine Fam. Silberberg vor der Gelderstraße 22
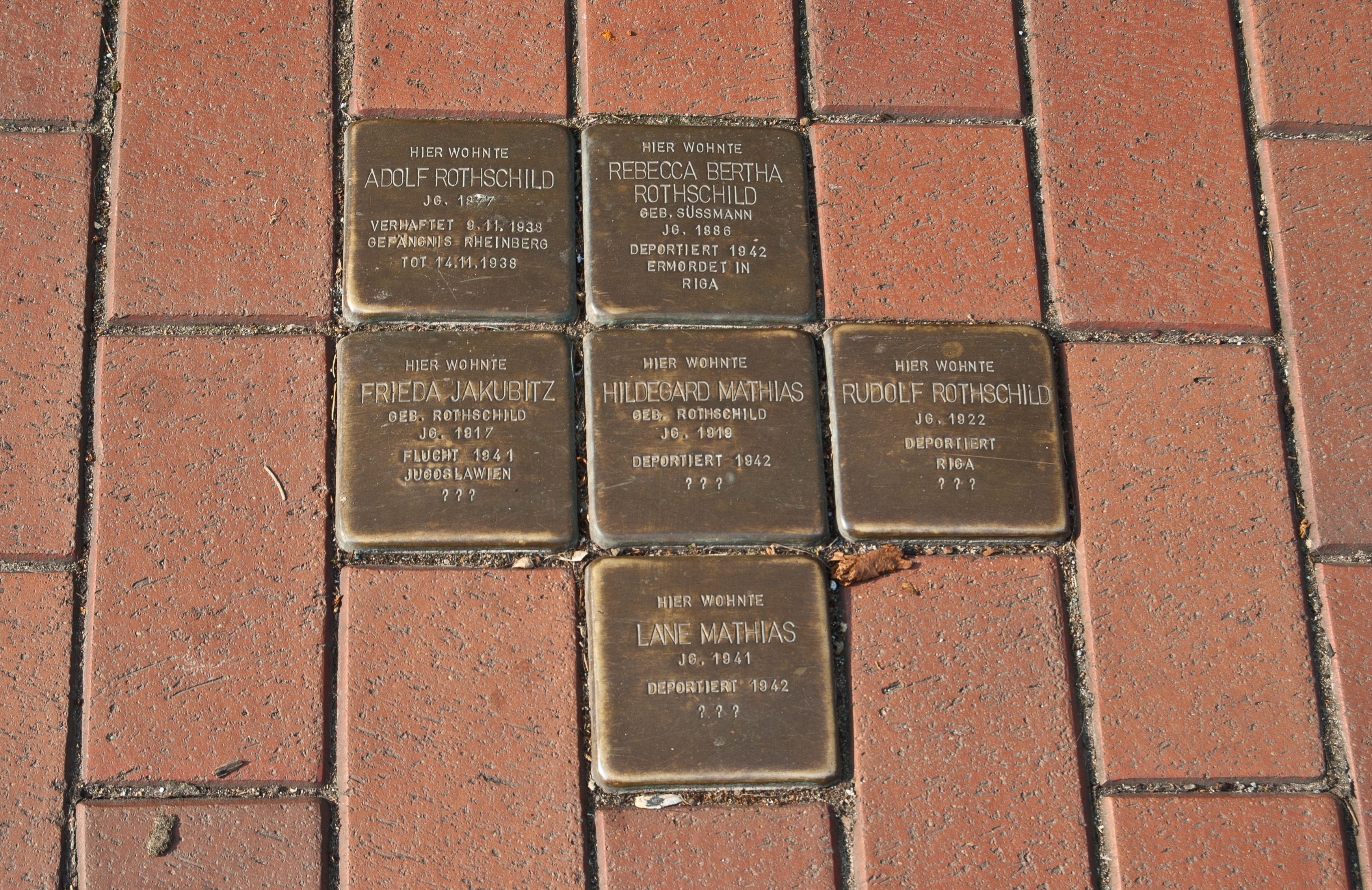
Stolpersteine Fam. Rothschild vor der Gelderstraße 33